# Costruzioni Meccaniche di Saronno
La Costruzioni Meccaniche di Saronno, detta anche Officine Meccaniche di Saronno, è stata un'azienda italiana per la produzione di locomotive a vapore e automobili, attiva dal 1887 al 1918.

## Storia
Le origini dell'azienda metalmeccanica sono da ricercare nell'ambito delle intese politiche di alleanza economico-militare assunte dal Regno d'Italia e dagli imperi tedesco e austro-ungarico nei primi anni ottanta del XIX secolo.
Favorita da quegli accordi di cooperazione internazionale, l'azienda tedesca Maschinenfabrik Esslingen fondò nel comune varesino la Costruzioni Meccaniche di Saronno, iniziando a fabbricare anche in Italia le proprie rinomate locomotive a vapore.
Tra il 1887 e il 1913, l'azienda costruì numerose locomotive a vapore di vario scartamento per conto delle Ferrovie dello Stato e di varie società ferroviarie in concessione. A partire dal 1894, affiancò la normale produzione di materiale ferroviario all'assemblaggio di autovetture modello "Type 3", realizzate su licenza Peugeot e con motori forniti dalla casa francese.
Convertita alla produzione bellica negli anni della prima guerra mondiale, al termine del conflitto la società, fino ad allora a prevalente capitale tedesco, venne acquisita dall'ingegnere Nicola Romeo, tramite una banca svizzera.
L'industriale, già proprietario della Società Anonima Ing. Nicola Romeo & Co e dell'Alfa Romeo, dopo alcuni anni di inattività, provvide a riavviare gli stabilimenti, fondando la CEMSA.

## Galleria d'immagini

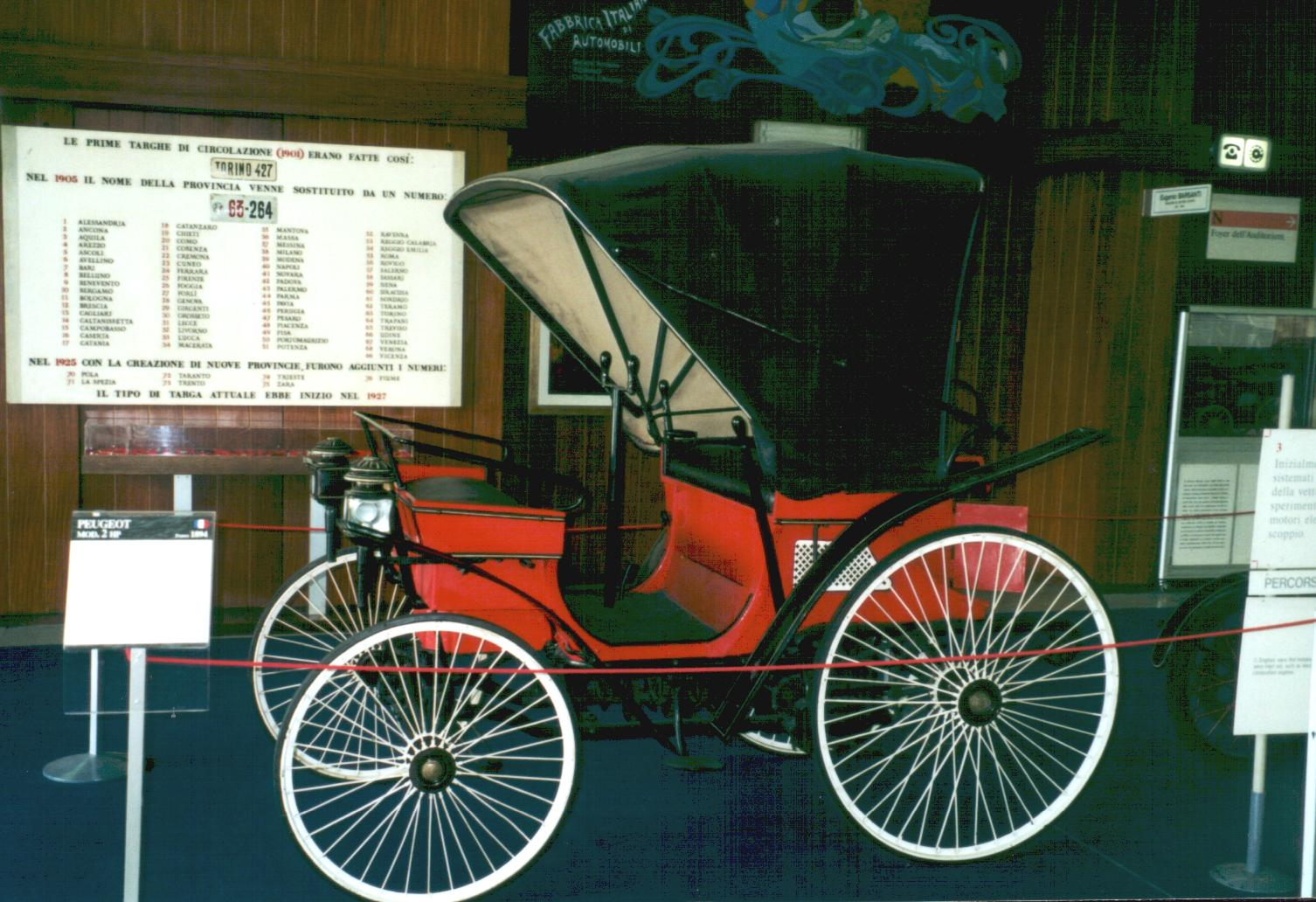
Officine Meccaniche di Saronno del 1894
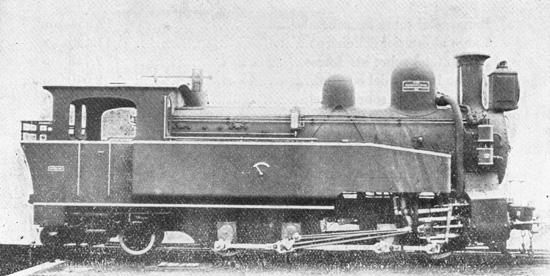
Locomotiva per il Cile